# Мария дьо Бриен
Мария дьо Бриен (на френски: Marie de Brienne; * 1224, † 1275) e латинска императрица на Константинопол от 1234 до 1268 г., съпруга на император Балдуин II.

## Биография
Тя е дъщеря на Жан дьо Бриен († 1237), крал на Йерусалим и латински император, и третата му съпруга Беренгария Кастилска († 1237), дъщеря на крал Алфонсо IX Леонски от Кралство Леон и Беренгела I Кастилска. Нейната полусестра е кралица Изабела II Йерусалимска.
Мария дьо Бриен е сгодена на четири години през 1229 г. за малолетния император Балдуин II (1217 – 1273). Бракът се състои през 1234 г. През 1237 г. баща ѝ умира и Балдуин поема управлението.
През 1248 г. Мария пътува до Кипър, където крал Луи IX от Франция презимува с неговата кръстоносна войска. При буря тя загубва кораба си, който транспортира целия ѝ гардероб и акостира в Пафос. Тя моли краля да даде триста рицари за борбата против византийския император на Никея, но той отказва.
След отпътуването на кръстоносците през май 1249 г. за Египет, Мария отива във Франция, където жени брат си Жан II дьо Бриен.
След завладяването на Константинопол през 1261 г. от византийския император Михаил VIII Палеолог, Мария със съпруга си отива в изгнание първо на Евбея и след това във Франция. За нейния отказ от Маркграфство Намюр тя получава през 1263 г. сума от Гуидо дьо Дампиер. През 1267 г. нейният съпруг се договаря с Карл I Анжуйски, и двойката отива в Италия. Там Мария умира през 1275 г. Погребана е в Асизи.

## Деца
Мария и Балдуин имат син:
- Филип дьо Куртене (* 1243, † 15 декември 1283), от 1273 до 1283 г. титулар-император на Константинопол.